# Itapevi
Itapevi es un municipio en el Estado de São Paulo, que forma parte de la Región Metropolitana de São Paulo. Su población en el año 2010 era de 200.874 habitantes.
El municipio está formado por la cabecera y los distritos de Alto da Brancal, Areia Branca y Guarizinho.
La ciudad es un almacén comercial y salida de la producción agrícola de todo el extremo sur de São Paulo, además de ser la ciudad más grande de esta región. En la jerarquía urbana nacional, fue clasificada por el IBGE como centro subregional de nivel B (aquellas ciudades que tienen influencia sobre los municipios cercanos).

## Historia de Itapevi
La formación del pueblo se inició hacia el siglo XVIII, con una casa bandeirista en el municipio construida hacia 1720. La familia más antigua probablemente sea la familia Abreu.
El 1 de julio de 1888, el Ferrocarril Sorocabana inauguró la estación Cotia, ubicada en el kilómetro 37 de su línea troncal. La estación estaba como a una legua del centro urbano de Cotia. En poco tiempo apareció un primitivo núcleo urbano junto a la estación, donde el gobierno provincial estableció poco después un grupo escolar.

## Infraestructura
- Índice de Desarrollo Humano (IDH-M): 0,759 (2000)

### COHAB
Alrededor de la década de 1980, la Compañía Metropolitana de Habitación de São Paulo - COHAB, inauguró el Conjunto Habitacional Presidente Tancredo Neves, aumentando la densidad poblacional de la ciudad. Y en la década de 1990, la ciudad recibió tres complejos habitacionales más, estos construidos por la Empresa de Vivienda y Desarrollo Urbano – CDHU, parte del gobierno estatal. Como resultado, se produjo una fuerte migración hacia la ciudad.

### Comunicaciones
La ciudad fue servida por la Compañía Brasileña de Teléfonos (CTB) hasta 1973, cuando pasó a ser atendida por Telecomunicações de São Paulo (TELESP), que construyó la central telefónica utilizada hasta hoy. En 1998 esta empresa fue privatizada y vendida a Telefónica, y en 2012 la compañía adoptó la marca Vivo para sus operaciones de telefonía fija.